# كات مارتن
كات مارتن (بالإنجليزية: Kat Martin)‏ (14 يوليو 1947، سنترال فالي في الولايات المتحدة)؛ روائية أمريكية.